# Blossio Emilio Draconzio
Blossio Emilio Draconzio (in latino Blossius Aemilius Dracontius; fl. V secolo) è stato un poeta e apologeta romano di religione cristiana e di lingua latina.

## Biografia
La maggior parte dei rari elementi biografici che abbiamo su Draconzio ci sono forniti dalle sue stesse opere e da alcuni degli incipit ed explicit che ci offrono i manoscritti che ce li hanno trasmessi, mentre le testimonianze di autori antichi si riducono a quelle di Isidoro di Siviglia, Eugenio di Toledo, Ildefonso e forse, dal VI secolo, da Aratore. 
Il nome completo del poeta, Blossius Aemilius Dracontius, appare solo nella chiusura del brano 5 dei suoi Romulea, che contiene altre preziose lezioni: l'autore viene detto vir clarissimus el legatus fori proconsulis almae Carihaginis, dal che si deduce che fosse di famiglia senatoria e avviato alla carriera di avvocato a Cartagine. Sappiamo che seguì, proprio a Cartagine, le lezioni del grammatico Feliciano, da lui lodato nel primo e nel terzo brano dei Romulea, che sono, appunto, prefazioni indirizzate a Feliciano in cui gli esprime la sua gratitudine per aver riaperto una scuola a Cartagine.
Dopo la conquista dell'Africa settentrionale da parte dei Vandali, Draconzio fu inizialmente autorizzato a mantenere il possesso dei suoi possedimenti, ma fu successivamente (forse intorno al 490) spogliato dei suoi beni e gettato in prigione dal re vandalo Gutemondo, i cui trionfi aveva omesso di celebrare, mentre aveva scritto un panegirico a un sovrano straniero (probabilmente l'imperatore Zenone). Successivamente indirizzò un poema elegiaco (Satisfactio) al re, chiedendo perdono e implorando il rilascio: si suppone che Draconzio ottenesse la libertà e migrasse nell'Italia settentrionale romana in cerca di pace e tranquillità. Ciò è coerente con il ritrovamento a Bobbio di un manoscritto del XV secolo, ora nella Biblioteca Nazionale di Napoli, contenente una serie di sue poesie.

## Opere
Oltre ai due poemi cristiani, la Satisfactio e il De laudibus Dei, Draconzio compose un abbondante numero di poesie profane di cui solo una parte è pervenuta. Abbiamo, infatti, una raccolta di dieci poesie di lui di solito chiamate Romulea, un epillio, Orestis tragoedia e le due brevi composizioni De mensibus e De origine rosarum. Sappiamo che aveva scritto anche un'opera, senza dubbio un panegirico, che fu la causa della sua incarcerazione e un elogio di Trasamondo, e quindi è probabile che fosse autore anche di altri pezzi a noi non giunti.

### Satisfactio
La Satisfactio è un'opera composta durante la prigionia, in cui Draconzio si rivolge a Gutemondo per supplicarne il perdono, proponendo questo carme come riparazione dell'errore commesso: tale è infatti il significato del termine latino satisfactio, mutuato dal linguaggio giuridico. Il carme è composto da 316 distici elegiaci e l'autore implora di essere liberato presentando il proprio errore (la lode, pare, di Zenone) come un accecamento voluto da Dio per fargli espiare colpe precedenti.
Il modello poetico più evidente, sotto più punti di vista, è quello dei Tristia ovidiani, in cui il poeta si rivolgeva all'imperatore Augusto per chiedere la revoca dell'esilio a cui si trovava condannato: è evidente la similarità con la situazione di Draconzio, che non a caso recupera il metro elegiaco utilizzato nell'opera di Ovidio. Per quanto riguarda la dizione poetica, oltre al modello ovidiano, si trovano anche imitazioni virgiliane e riferimenti alle Sacre Scritture.
La Satisfactio, in effetti, si impernia su concetti cristiani quali il perdono e l'espiazione. Attraverso la lode del sovrano, Draconzio vuole riscattare l'errore commesso. I numerosi rimandi biblici si inseriscono sulla stessa linea, ricordando esempi di peccatori perdonati da Dio e quindi dai potenti della terra. Il recente episodio di Vincòmalo, a cui Genserico aveva rimesso le proprie colpe, dimostra inoltre come la clemenza si addica anche a un Vandalo. Vincòmalo si era salvato per l'eleganza della sua arte; allo stesso modo Draconzio ripone le proprie speranze nel sapiente uso della cultura, arricchito dall'arma del cristianesimo.

### De laudibus Dei
Sempre durante la prigionia, Draconzio compose il De laudibus Dei, un poema esametrico in tre libri, in cui il Dio cristiano è celebrato nel miracolo della Creazione, del paradiso terrestre e della natura (libro I, a posteriori denominato Hexaemeron), nell'opera della Redenzione (libro II), e nel dono della vita eterna (libro III).
Secondo Draconzio, il male si giustifica per colpa del peccato originale e perciò ancor maggior valore è racchiuso nella Redenzione. Il Dio cristiano diventa quindi inflessibile solo nei confronti di Sodoma, e, a questo riguardo, l'autore descrisse accuratamente le varie fasi della rovina della città biblica. Al paganesimo l'autore vuole contrapporre la misericordia divina del nuovo culto.
Se l'opera evidenzia spunti e imitazioni virgiliani, la lingua e la metrica rivelano alcune libertà e licenze tipiche del latino diffuso in Africa. Oltre ai modelli pagani, vi sono evidenti riprese anche da autori cristiani (in particolare gli Inni di Ambrogio) e dalla Bibbia (soprattutto i Salmi).
Probabilmente il primo libro del De laudibus Dei ispirò almeno in parte il Paradiso perduto di John Milton.

### Opere profane
Draconzio compose anche opere di ispirazione profana, note complessivamente sotto il titolo di Romulea: tra queste, si possono menzionare gli epilli mitologici Hylas, De raptu Helenae e Medea. Allo stesso genere appartiene anche la cosiddetta Orestis Tragoedia, di mille esametri; nonostante il titolo, l'opera non appartiene al genere tragico propriamente detto, e tale denominazione risale quasi sicuramente a un'epoca successiva a Draconzio.

### Pseudo-draconziane
L'attribuzione di alcune opere a Draconzio è dibattuta e la paternità incerta. Tra queste, figura la Aegritudo Perdicae.